# La Séguinière
La Séguinière és un municipi francès situat al departament de Maine i Loira i a la regió de País del Loira. L'any 2007 tenia 3.636 habitants.

## Demografia

### Població
El 2007 la població de fet de La Séguinière era de 3.636 persones. Hi havia 1.385 famílies de les quals 293 eren unipersonals (126 homes vivint sols i 167 dones vivint soles), 485 parelles sense fills, 549 parelles amb fills i 58 famílies monoparentals amb fills.
La població ha evolucionat segons el següent gràfic:
Habitants censats

### Habitatges
El 2007 hi havia 1.458 habitatges, 1.422 eren l'habitatge principal de la família, 2 eren segones residències i 34 estaven desocupats. 1.356 eren cases i 66 eren apartaments. Dels 1.422 habitatges principals, 1.072 estaven ocupats pels seus propietaris, 335 estaven llogats i ocupats pels llogaters i 15 estaven cedits a títol gratuït; 83 tenien una cambra, 42 en tenien dues, 125 en tenien tres, 306 en tenien quatre i 866 en tenien cinc o més. 1.159 habitatges disposaven pel capbaix d'una plaça de pàrquing. A 494 habitatges hi havia un automòbil i a 777 n'hi havia dos o més.

### Piràmide de població
La piràmide de població per edats i sexe el 2009 era:
| Homes | Edats   | Dones |
| ----- | ------- | ----- |
| 0     | 95 o +  | 0     |
| 4     | 90 a 94 | 12    |
| 32    | 85 a 89 | 28    |
| 4     | 80 a 84 | 40    |
| 44    | 75 a 79 | 44    |
| 48    | 70 a 74 | 56    |
| 48    | 65 a 69 | 60    |
| 52    | 60 a 64 | 76    |
| 92    | 55 a 59 | 64    |
| 164   | 50 a 54 | 156   |
| 168   | 45 a 49 | 148   |
| 100   | 40 a 44 | 140   |
| 132   | 35 a 39 | 124   |
| 120   | 30 a 34 | 92    |
| 124   | 25 a 29 | 152   |
| 128   | 20 a 24 | 84    |
| 156   | 15 a 19 | 104   |
| 136   | 10 a 14 | 124   |
| 152   | 5 a 9   | 124   |
| 84    | 0 a 4   | 92    |

## Economia
El 2007 la població en edat de treballar era de 2.414 persones, 1.877 eren actives i 537 eren inactives. De les 1.877 persones actives 1.773 estaven ocupades (950 homes i 823 dones) i 103 estaven aturades (40 homes i 63 dones). De les 537 persones inactives 202 estaven jubilades, 206 estaven estudiant i 129 estaven classificades com a «altres inactius».

### Ingressos
El 2009 a La Séguinière hi havia 1.424 unitats fiscals que integraven 3.771 persones, la mediana anual d'ingressos fiscals per persona era de 18.505 €.

### Activitats econòmiques
Dels 288 establiments que hi havia el 2007, 2 eren d'empreses extractives, 6 d'empreses alimentàries, 3 d'empreses de fabricació de material elèctric, 2 d'empreses de fabricació d'elements pel transport, 27 d'empreses de fabricació d'altres productes industrials, 32 d'empreses de construcció, 118 d'empreses de comerç i reparació d'automòbils, 3 d'empreses de transport, 11 d'empreses d'hostatgeria i restauració, 4 d'empreses d'informació i comunicació, 14 d'empreses financeres, 9 d'empreses immobiliàries, 23 d'empreses de serveis, 23 d'entitats de l'administració pública i 11 d'empreses classificades com a «altres activitats de serveis».
Dels 51 establiments de servei als particulars que hi havia el 2009, 1 era una oficina de correu, 2 oficines bancàries, 4 tallers de reparació d'automòbils i de material agrícola, 2 tallers d'inspecció tècnica de vehicles, 1 autoescola, 3 paletes, 5 guixaires pintors, 5 fusteries, 8 lampisteries, 4 electricistes, 1 empresa de construcció, 5 perruqueries, 7 restaurants i 3 salons de bellesa.
Dels 79 establiments comercials que hi havia el 2009, 1 era un hipermercat, 1 una botiga de menys de 120 m², 3 fleques, 1 una carnisseria, 46 botigues de roba, 4 botigues d'equipament de la llar, 17 sabateries, 3 botigues de material esportiu, 2 drogueries i 1 una floristeria.
L'any 2000 a La Séguinière hi havia 52 explotacions agrícoles que ocupaven un total de 2.160 hectàrees.

## Equipaments sanitaris i escolars
L'únic equipament sanitari que hi havia el 2009 era una farmàcia.
El 2009 hi havia 1 escola maternal i 2 escoles elementals.

## Poblacions més properes
El següent diagrama mostra les poblacions més properes.